# Duluth Kelleys/Eskimos
Duluth, Minnesota tuvo un equipo de fútbol profesional llamado Kelleys de 1923 a 1925 y Eskimos  de
1926 a 1927 en la National Football League. Después de ser un equipo de tránsito durante la mayor parte de su tiempo como los Eskimos, se
retiraron de la liga después de la temporada 1927.
Los película Leatherheads está basada en parte en la historia de la Duluth Eskimos.
El 18 de mayo de 2015, los legisladores locales de una ciudad del Área metropolitana de Duluth aprobaron una moción para que la NFL
reubique un equipo en la región y también votaron a favor de un estadio de fútbol al aire libre a pesar de no hay medios actuales de
financiación.
No está clara si la propuesta ha sido presentada formalmente a la NFL.

## Temporadas
|         | Año  | V | D | E | Resultado | Entrenador(es) |
| ------- | ---- | - | - | - | --------- | -------------- |
| Kelleys | 1923 | 4 | 3 | 0 | 7.º       | Joey Sternaman |
| Kelleys | 1924 | 5 | 1 | 0 | 4.º       | Dewey Scanlon  |
| Kelleys | 1925 | 0 | 3 | 0 | 16.º      | Dewey Scanlon  |
| Eskimos | 1926 | 6 | 5 | 3 | 8.º       | Dewey Scanlon  |
| Eskimos | 1927 | 1 | 8 | 0 | 11.º      | Ernie Nevers   |